# Adone Stellin
Adone Stellin est un footballeur italien, né le 3 mars 1921 à Schio, en Vénétie.

## Biographie
En tant que défenseur, il fut international italien à deux reprises (1948) pour un but.
Il participa aux JO 1948. Il fut titulaire contre les USA, inscrivant un but à la 25e minute sur penalty, et titulaire contre le Danemark. L'Italie est éliminée en quarts de finale de ce tournoi.
Il joua dans différents clubs italiens (AC Udinese, AC Calcio, AFC Bassano, AS Cormonese, Genoa CFC, AS Bari et Toma Maglie (it)), mais il ne remporta aucun titre avec eux.

## Clubs
- 1939-1941 : AC Udinese
- 1941-1942 : AC Calcio
- 1942-1943 : AFC Bassano
- 1944-1945 : AS Cormonese
- 1945-1947 : AC Calcio
- 1947-1948 : Genoa CFC
- 1948-1951 : AS Bari
- 1951-1952 : Toma Maglie (it)